# Матс Грен
Матс Грен (швед. Mats Gren, нар. 20 грудня 1963, Фалун) — шведський футболіст, що грав на позиції захисника. По завершенні ігрової кар'єри — футбольний тренер. Наразі очолює тренерський штаб команди «Єнчопінг Седра».
Як гравець насамперед відомий виступами за клуб «Грассгоппер», а також національну збірну Швеції.

## Клубна кар'єра
У дорослому футболі дебютував 1980 року виступами за команду клубу «Фалу Бс», в якій провів три сезони, взявши участь у 45 матчах чемпіонату.
Протягом 1984—1985 років захищав кольори команди клубу «Гетеборг».
1985 року перейшов до клубу «Грассгоппер», за який відіграв 15 сезонів. Більшість часу, проведеного у складі «Грассгоппера», був основним гравцем захисту команди. Завершив професійну кар'єру футболіста виступами за команду «Грассгоппер» у 2000 році

## Виступи за збірну
1984 року дебютував в офіційних матчах у складі національної збірної Швеції. Протягом кар'єри у національній команді, яка тривала 9 років, провів у формі головної команди країни лише 22 матчі.
У складі збірної був учасником чемпіонату світу 1990 року в Італії.

## Кар'єра тренера
Розпочав тренерську кар'єру, повернувшись до футболу після невеликої перерви, 2006 року, очоливши тренерський штаб клубу «Вадуц».
Надалі очолював команди клубів «Мальме» та «Вайле», а також входив до тренерського штабу клубу «Грассгоппер».
Наразі очолює тренерський штаб команди «Єнчопінг Седра».

## Титули і досягнення

### Як гравця
- Чемпіон Швеції (1):

«Гетеборг»: 1984
- Чемпіон Швейцарії (5):

«Грассгоппер»: 1989–90, 1990–91, 1994–95, 1995–96, 1997–98
- Володар Кубка Швейцарії (4):

«Грассгоппер»: 1987–88, 1988–89, 1989–90, 1993–94
- Володар Суперкубка Швейцарії (1):

«Грассгоппер»: 1989

### Як тренера
- Володар Кубка Ліхтенштейну (1):

«Вадуц»:  2005–06